# Wath upon Dearne
Wath upon Dearne är en ort i distriktet Rotherham i Storbritannien. Den ligger i grevskapet South Yorkshire och riksdelen England, i den centrala delen av landet, 240 km norr om huvudstaden London. Wath upon Dearne ligger 35 meter över havet och antalet invånare är 17 161. Staden nämndes i Domedagsboken (Domesday Book) år 1086, och kallades då Wade/Wat/Wate.
Terrängen runt Wath upon Dearne är huvudsakligen platt. Wath upon Dearne ligger nere i en dal. Runt Wath upon Dearne är det tätbefolkat, med 659 invånare per kvadratkilometer. Närmaste större samhälle är Sheffield, 15,5 km sydväst om Wath upon Dearne. Trakten runt Wath upon Dearne består till största delen av jordbruksmark.